# 86
86 (LXXXVI) var ett normalår som började en söndag i den julianska kalendern.

## Händelser

### Okänt datum
- Domitianus inför de kapitolinska spelen.
- Den romerske generalen (och framtide kejsaren) Trajanus inleder ett fälttåg för att krossa ett uppror i Germanien.
- Germanien indelas i två provinser, Övre och Nedre Germanien.
- Romerska legioner råkar ut för en katastrof i Dakien, när praetorianprefekten Cornelius Fuscus inleder en kraftfull offensiv som slutar i nederlag. Han dör med hela sin armé, omringad i Timidalen. Rom tvingas betala tribut till dakierna i utbyte mot ett vagt erkännande av Roms betydelse.
- Ban Gu (Pan Kou) och hans syster Ban Zhao (Pan Tchao) sammanställer ett verk om Kinas historia.

## Födda
- 19 september – Antoninus Pius, romersk kejsare 138–161[1]
- Klaudios Ptolemaios, grekisk astronom (född omkring detta år)

### Fotnoter
1. ↑  Det hände i dag